# Condado de Morgan (Virgínia Ocidental)
O Condado de Morgan é um dos 55 condados do estado norte-americano da Virgínia Ocidental. A sede do condado é Berkeley Springs, que é também a sua maior cidade. O condado tem uma área de 596 km² (dos quais 5 km² estão cobertos por água), uma população de 14 943 habitantes, e uma densidade populacional de 25 hab/km² (segundo o censo nacional de 2000). O condado foi fundado em 1801 e recebeu o seu nome em homenagem ao general Daniel Morgan, militar da Revolução Americana.